# Classe Porpoise (sous-marin américain)
Pour les articles homonymes, voir Classe Porpoise.
Ne pas confondre avec la classe de sous-marins britanniques Porpoise ou la classe Grampus, parfois appelée Porpoise.
La classe Porpoise (en français « Marsouin ») est une classe de sous-marins conçue pour l'United States Navy à la fin des années 1930 et incorporant un certain nombre de technologies des classes Salmon, Sargo, Tambor, Gato, Balao et Tench. Elle est dérivée de la classe Cachalot mais les sous-marins de cette classe ont été élargis pour incorporer des générateurs diesels principaux supplémentaires. 
Le déplacement était de 1 934 tonnes en immersion pour les quatre premiers exemplaires et 1 998 tonnes pour le restant. Sur les dix exemplaires construits entre 1933 et 1937, quatre seront perdus et les six autres seront retirés du service après la fin de la guerre. D'un rayon d'action de 11 000 milles nautiques (20 000 km) en surface à 10 nœuds (19 km/h), les sous-marins de cette classe pouvaient accueillir jusqu'à 55 officiers et membres d'équipage. Ils furent utilisés sur le théâtre Pacifique de la Seconde Guerre mondiale dès 1941. Le USS Porpoise, navire-tête de la classe est lancé et mis en service en 1935.

## Liste des unités de la classe
P-1 Type
- USS Porpoise (SS-172)
- USS Pike (SS-173)

P-3 Type
- USS Shark (SS-174)
- USS Tarpon (SS-175)

P-5 Type
- USS Perch (SS-176)
- USS Pickerel (SS-177)
- USS Permit (SS-178)
- USS Plunger (SS-179)
- USS Pollack (SS-180)
- USS Pompano (SS-181)